# Virgo (noctuídeos)
Virgo (Arctiidae) é um gênero de traça pertencente à família Arctiidae.